# Спирея средняя
Спирея средняя(лат. Spiraea media) — вид растений рода Спирея семейства Розовые.

## Ботаническое описание

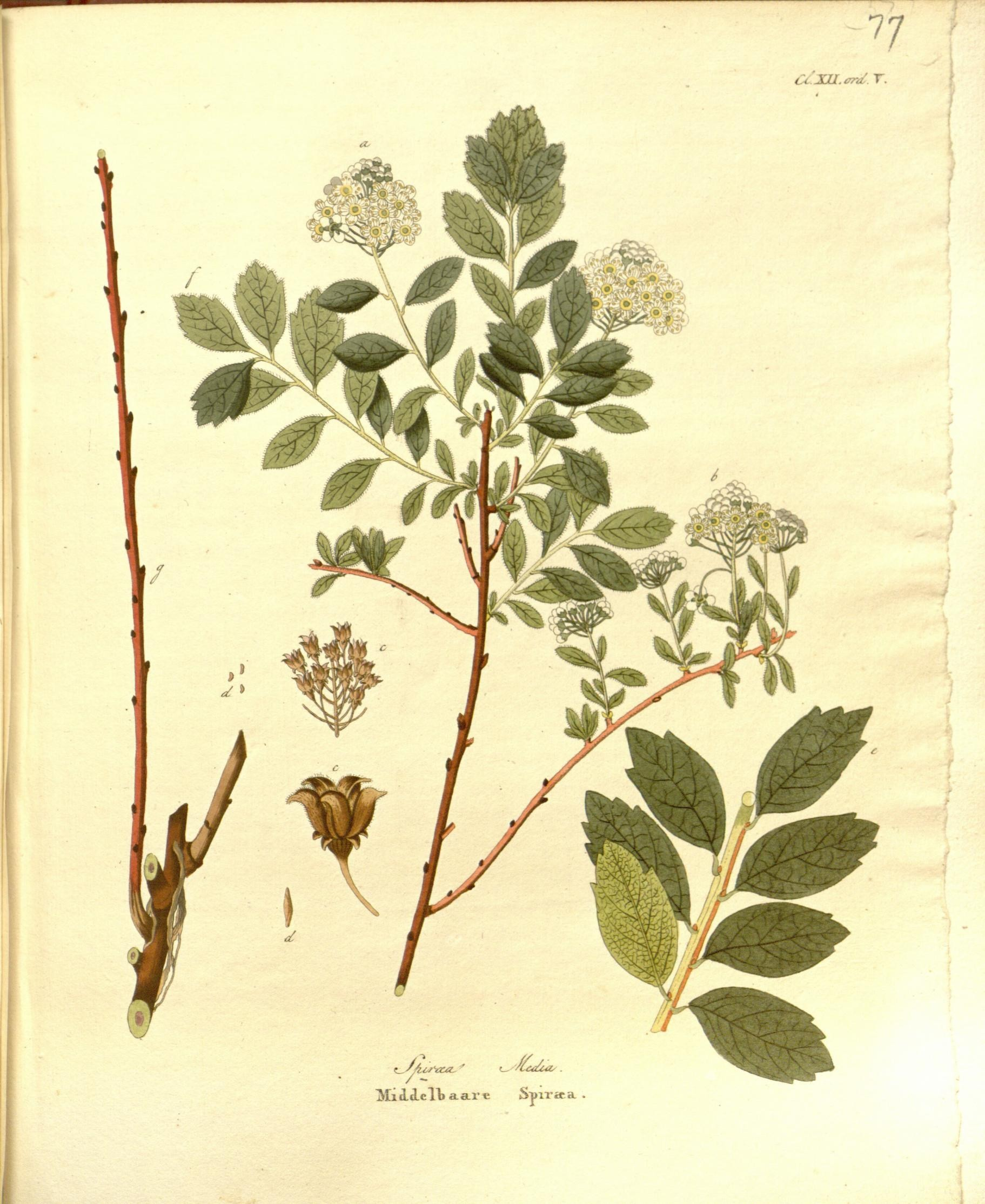

Листья опушенные, иногда почти голые. Пластинка от овальной до продолговатой, в основании клиновидно суженная, ближе к верхушке с 2—4 крупными зубцами, на верхушке заострённые.
Соцветия — многоцветковые зонтиковидные кисти из белых цветков.

## Распространение и экология
Морозоустойчивый, засухоустойчивый, газоустойчивый кустарник, с округлой кроной, образованной растущими вверх округлыми в сечении ветвями. Может достигать 2—3 м в высоту. В лесостепной зоне цветёт с пятого года жизни в мае — июне.

## Хозяйственное значение и использование
Листья и молодые побеги на Алтае хорошо поедаются маралами. По наблюдениям в южноуссурийской тайге сельскохозяйственными животными не поедалась. Медоносное растение. Гибрид спиреи зверобоелистной и спиреи средней был выведен Германом Цабелем под названием "спирея мелколепестковая", цветки которой применялись для приготовления чая.
Используется как декоративное растение.

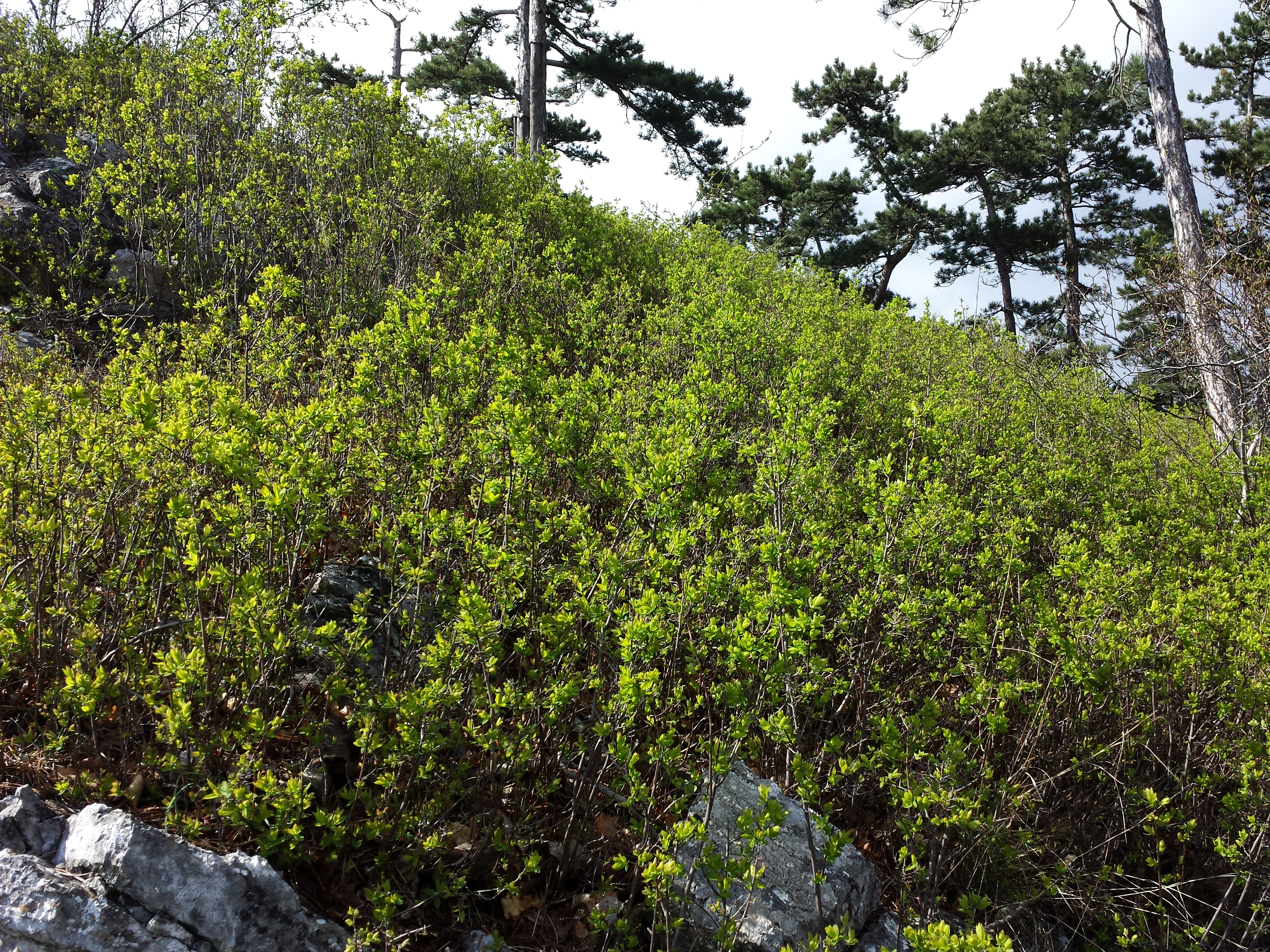
Заросли
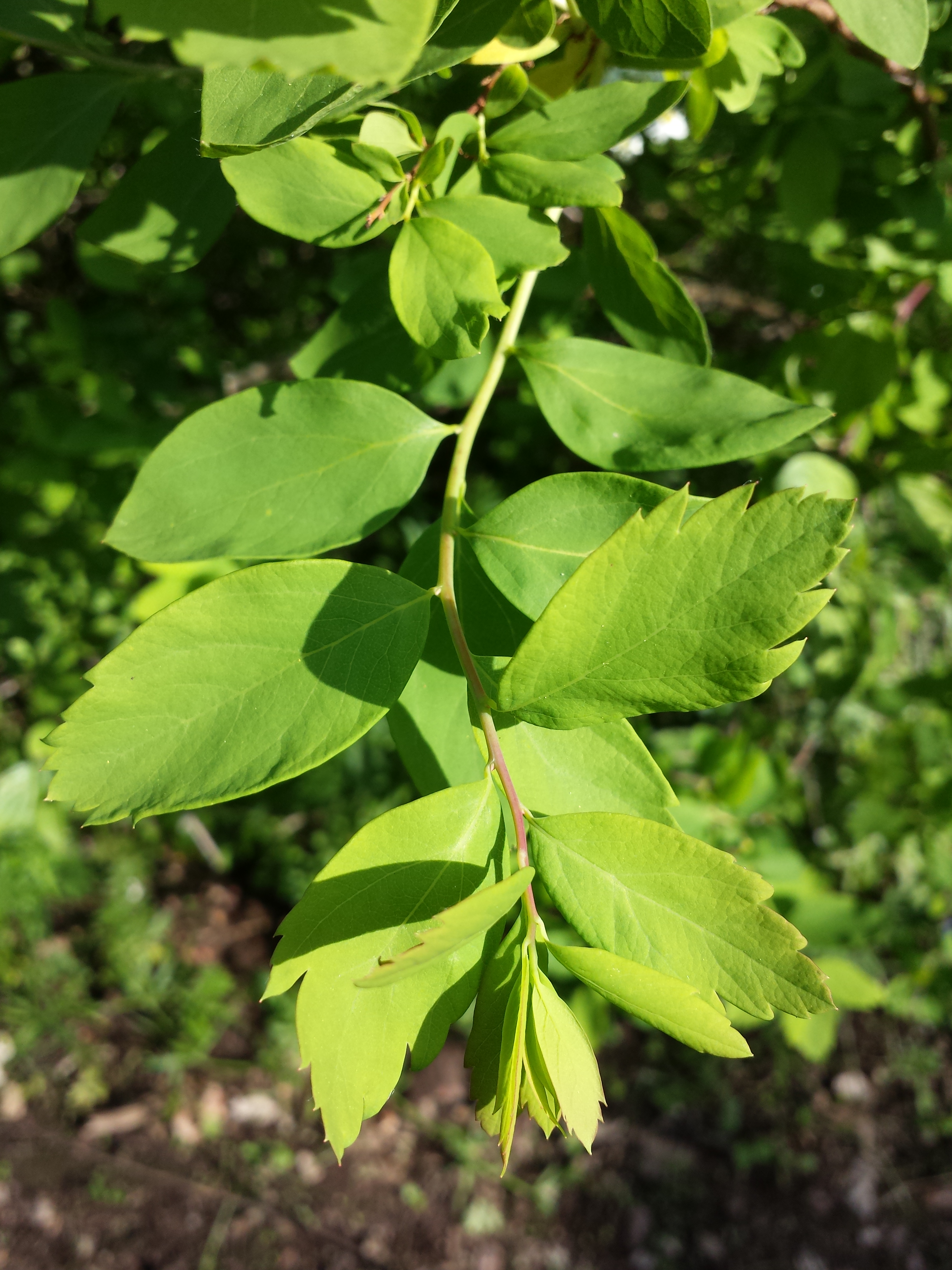
Ветвь с листьями
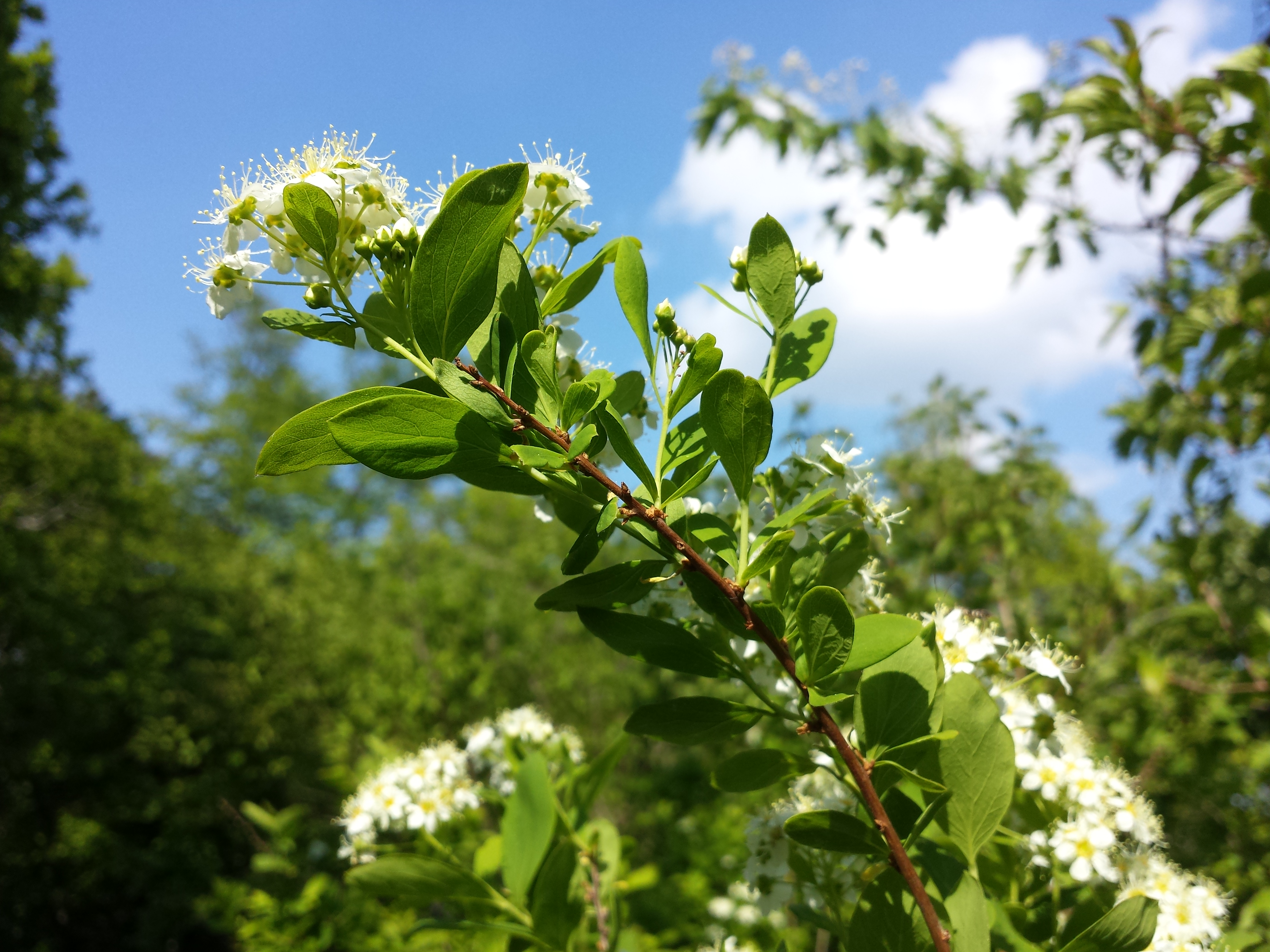
Цветущая ветвь
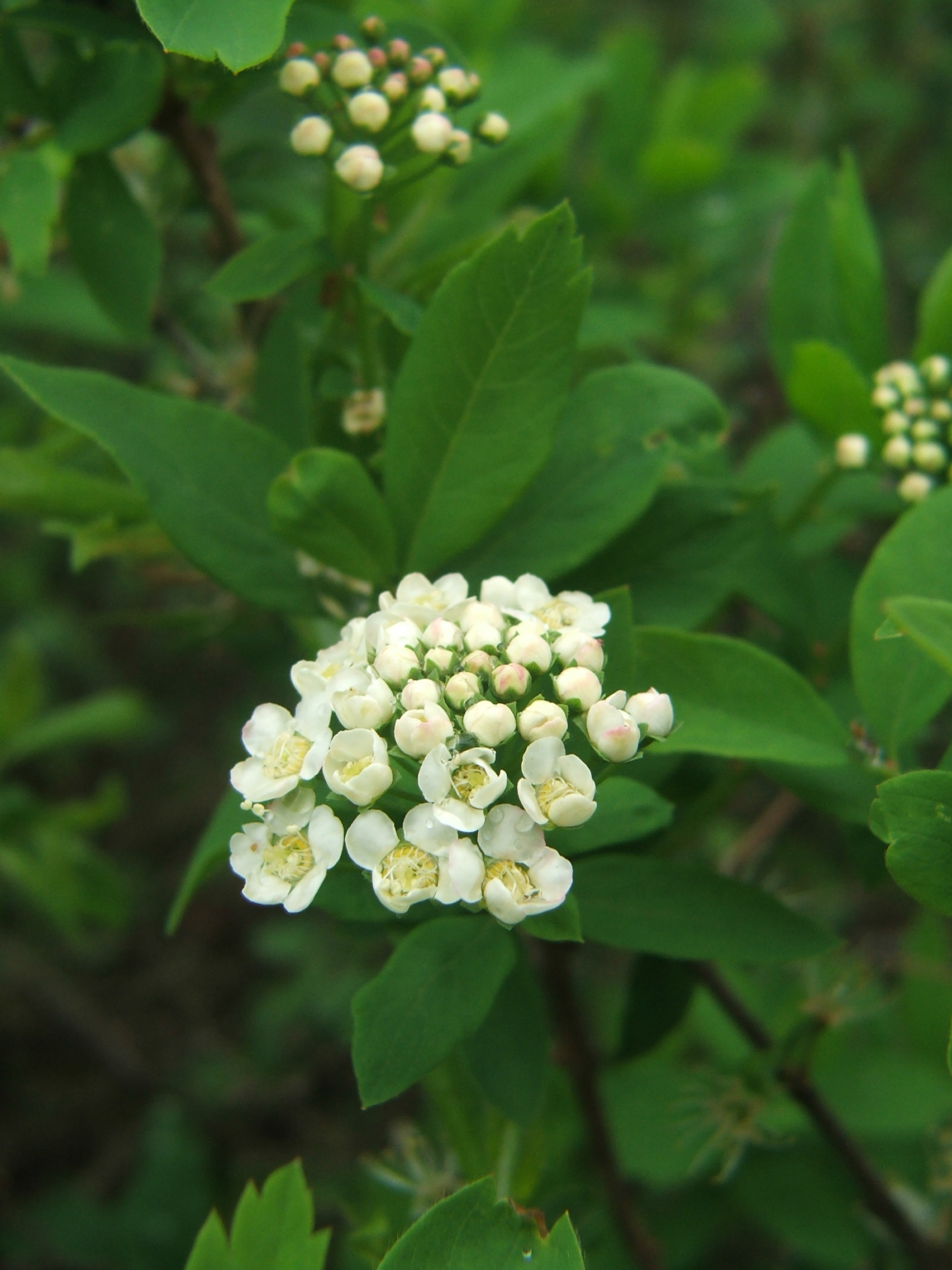
Соцветие

## Классификация

### Таксономия
- Spiraea media Schmidt, 1792, Oestr. Baumz. i. 53. t. 54.

Вид Спирея средняя включается в род Спирея (Spiraea) семейства Розовые (Rosaceae) порядка Розоцветные (Rosales), последовательно входящего в более крупные клады Фабиды → Розиды → Суперрозиды → Эвдикоты → Цветковые растения. Таксономическая схема в соответствии с Системой APG IV по состоянию на июнь 2024 года:
|  |                          |  |                                   |                                   |                   |  | еще 8 семейств | еще 8 семейств |                    |  |                         |  | еще 154 подтвержденных вида и 259 видов, ожидающих подтверждения | еще 154 подтвержденных вида и 259 видов, ожидающих подтверждения |  |
|  |                          |  |                                   |                                   |                   |  | еще 8 семейств | еще 8 семейств |                    |  |                         |  | еще 154 подтвержденных вида и 259 видов, ожидающих подтверждения | еще 154 подтвержденных вида и 259 видов, ожидающих подтверждения |  |
|  |                          |  |                                   | порядок Розоцветные               |                   |  |                |                | род Спирея         |  |                         |  |                                                                  |                                                                  |  |
|  |                          |  |                                   | порядок Розоцветные               |                   |  |                |                | род Спирея         |  | 2 внутривидовых таксона |  |                                                                  |                                                                  |  |
|  | клада Цветковые растения |  |                                   |                                   | семейство Розовые |  |                |                | вид Спирея средняя |  |                         |  |                                                                  |                                                                  |  |
|  | клада Цветковые растения |  |                                   |                                   |                   |  |                |                |                    |  |                         |  |                                                                  |                                                                  |  |
|  |                          |  | ещё 63 порядка цветковых растений | ещё 63 порядка цветковых растений |                   |  |                | еще 116 родов  | еще 116 родов      |  |                         |  |                                                                  |                                                                  |  |
|  |                          |  |                                   | ещё 63 порядка цветковых растений |                   |  |                |                | еще 116 родов      |  |                         |  |                                                                  |                                                                  |  |

### Внутривидовые таксоны
- Spiraea media subsp. media
- Spiraea media subsp. polonica (Błocki) Do

### Синонимы
- Spiraea chamaedryfolia var. media (Schmidt) Pursh
- Spiraea media var. mollis (K.Koch & Bouché) C.K.Schneid.
- Spiraea media var. typica Buia
- Spiraea mollis K.Koch & C.D.Bouché
- Spiraea pikoviensis auct.hung.